# Humain, trop humain
 (janvier 2010).
Si vous disposez d'ouvrages ou d'articles de référence ou si vous connaissez des sites web de qualité traitant du thème abordé ici, merci de compléter l'article en donnant les références utiles à sa vérifiabilité et en les liant à la section « Notes et références ».
Humain, trop humain. Un livre pour esprits libres (Menschliches, Allzumenschliches. Ein Buch für freie Geister) est une œuvre du philosophe Friedrich Nietzsche. Une traduction plus appropriée du titre en français serait « Choses humaines, bien trop humaines », selon Charles Andler (pour des raisons grammaticales) et Paolo D'Iorio (pour des raisons philosophiques).
Deux éditions furent publiées du vivant de Nietzsche.
La première édition, chez Ernst Schmeitzner, en 1878, fait l’objet d’un volume unique, intitulé : Humain, trop humain. Un livre pour esprits libres. En tête figure une dédicace à Voltaire ; le corps du recueil est constitué de 638 aphorismes répartis en neuf chapitres.
La deuxième édition, chez Ernst Wilhelm Fritzsch, en 1886, fait l’objet de deux volumes :
- Volume 1. Sous le titre Humain, trop humain. Un livre pour esprits libres — I, ce volume comprend une préface nouvelle, datée « Nice, printemps 1886 », et un poème nouveau en postlude ; la dédicace à Voltaire disparaît ; mais le contenu (en 638 aphorismes) est inchangé par rapport à celui de 1878 ;
- Volume 2. Sous le titre Humain, trop humain. Un livre pour esprits libres — II, ce volume aussi comprend une préface nouvelle, datée « Sils-Maria, Haute-Engadine, septembre 1886 » ; le contenu (en aphorismes) reprend celui de deux recueils déjà publiés séparément par Ernst Schmeitzner, sous forme d’appendices à Humain, trop humain :
  - Opinions et sentences mêlées (Vermischte Meinungen und Sprüche). Ce recueil, publié la première fois en mars 1879, contient 408 aphorismes sans séparation en chapitres,
  - Le Voyageur et son Ombre (Der Wanderer und sein Schatten). Ce recueil, publié la première fois en décembre 1879 et daté « 1880 », contient 350 aphorismes sans séparation en chapitres.

## Genèse de l'œuvre
Ce livre marque une rupture dans la vie de Nietzsche. Gravement atteint dans sa santé, et alors qu'il se croit à l'article de la mort, il envisageait d'écrire un livre intitulé Le Soc. Presque aveugle et subissant des crises de paralysie, il fut aidé par Heinrich Köselitz dans la rédaction de l'ouvrage. Il déclarera dans Ecce Homo : « Je dictais, la tête douloureuse et entourée de compresses, il notait et corrigeait aussi — il fut au fond l'écrivain véritable, tandis que je n'étais que l'auteur. ».
Son état d'esprit était, selon ses proches, d'un cynisme effrayant, cynisme que sa sœur attribua à son état physique. Nietzsche considérait au contraire que la souffrance psychologique qu'il supportait lui avait donné la plus grande lucidité sur les problèmes les plus importants de la philosophie, et que cela l'avait délivré définitivement de ses égarements wagnériens.

## Projet d'une chimie des idées et des sentiments
Le premier aphorisme du livre en annonce le sujet, sujet qui donne une explication du titre : la philosophie historique conduit à revoir les prétentions des valeurs humaines, trop humaines.
Cette philosophie historique découle d'une réévaluation des problèmes philosophiques rendue possible par la réfutation de la métaphysique ; la métaphysique explique l'origine et la nature de tous les concepts moraux, religieux, philosophiques, artistiques, en y introduisant une division temporelle caractéristique qui leur attribue une valeur supranaturelle. Par exemple, la vérité, la raison, le beau, etc. auront une origine surnaturelle : ils ne sont pas engendrés, autrement dit il s'agit de valeurs éternelles, par opposition au caractère éphémère ou vain de l'erreur, des passions, etc.
Toute explication métaphysique étant écartée par Nietzsche, la question se pose de savoir comment nous pouvons encore expliquer ces concepts, ces sentiments, etc. Par exemple, si la vérité n'est pas éternelle, quelle relation a-t-elle avec l'erreur ? La vérité, de ce point de vue, pourrait être une variété de l'erreur. Ce qui est ici écarté, ce sont les explications métaphysiques qui opposent par nature des concepts ou des comportements psychologiques : pour Nietzsche, tout est en réalité nuances, gradations, il n'y a pas d'opposition. D'une manière générale, il faut alors comprendre comment certaines réalités naissent les unes des autres, la vérité de l'erreur, l'altruisme de l'égoïsme, etc., ce que Nietzsche nomme une chimie de nos sentiments et de nos représentations.
Pour Nietzsche, cela suppose de faire l'histoire de ces réalités, et d'en faire une analyse comparable à l'analyse chimique. Ceci démontre en particulier l'importance de la psychologie pour comprendre la genèse des valeurs humaines (par exemple, plus tard, dans Par-delà bien et mal, première partie, Nietzsche fera une psychologie des philosophes). Il énonce ainsi dès le premier aphorisme ce que devrait être une méthode débarrassée de la perspective métaphysique :
- l'observation morale scrupuleuse et fine ;
- l'art de la nuance : la réalité est faite de degrés ;
- la nécessité de formuler une théorie de la sublimation des instincts pour expliquer la nature de toutes les valeurs humaines.

## Réception de l'œuvre
Les proches de Nietzsche n'approuvèrent pas ce livre, le rejetant (Wagner, Cosima), ou demeurant perplexe face à la « froideur stérile » des analyses (Erwin Rohde). Wagner, à qui Nietzsche avait envoyé le livre, ne fit aucune réponse, et publia plus tard un article prenant Nietzsche à partie, sans le nommer. Cosima Wagner soupçonna une corruption par « l'esprit juif » qu'elle attribua à Paul Rée. Cette accusation se retrouvera plus tard, à propos des dernières œuvres de Nietzsche, sous la plume de certains antisémites.

## Autour de l'œuvre
Nietzsche, dans presque toutes ses œuvres, fait de nombreuses allusions à ses proches, allusions que le lecteur d'aujourd'hui ne peut immédiatement percevoir. Dans l'un de ses ouvrages de souvenirs, Elisabeth Nietzsche raconte qu'elle fut frappée, lors de sa première rencontre avec le couple Wagner, par la différence de taille entre Richard et Cosima : Wagner était en effet assez petit, et Cosima plutôt grande. Or, un aphorisme de Humain, trop humain compare les femmes d'hommes célèbres à des paratonnerres. Cosima comprit l'allusion, ce qui la mit en fureur, et elle exprima sa colère contre cet humour qu'elle jugeait de très mauvais goût, dans une lettre à Elisabeth.

## Historique

### Première partie
Humain, trop humain fait suite, presque sans intervalle, 
aux Considérations inopportunes : à la fin de juin 1876 Nietzsche avait écrit les derniers chapitres de Richard Wagner à Bayreuth (quatrième partie des Considérations inopportunes) et vers la fin du mois de juillet il travaillait déjà à Humain. Les répétitions en vue des représentations de Bayreuth avaient commencé quelques jours auparavant. Nietzsche s’y était rendu, mais « un profond éloignement » à l’égard de tout ce qui l’entourait, plus encore qu’un nouvel accès de sa maladie, l’en chassa bientôt. C’est dans la solitude de Kingenbrunn, en pleine forêt de Bayreuth, que devait s’accomplir cette séparation, hâtée et provoquée en partie par le spectacle des fêtes, véritable divorce intellectuel qu’annonçait déjà maint présage, et qui a trouvé son expression dans Humain, trop humain. Hanté par les visions nouvelles « qui passaient alors sur son chemin », à Klingenbrunn d’abord, à Bayreuth ensuite (il y 
était retourné pour passer le mois d’août), Nietzsche inscrivit sur son carnet une série d’aphorismes et de pensées qu’il dicta 
plus tard à Bâle au mois de septembre à Peter Gast. Ces premières ébauches — un cahier de 176 aphorismes qui portait le 
titre « Die Pflugschar » (« le soc de la charrue ») —, développées et amplifiées peu à peu, formèrent Humain, trop humain (première partie).
Nietzsche avait primitivement l’intention de se servir de ces idées nouvelles pour une seconde série de Considérations inopportunes, la première devant être publiée en 1877 et porter le titre l'Esprit libre. Mais à Sorrente, où il passa l’hiver de 1876 à 1877, la masse des idées grossissant tous les jours, il se décida à publier le tout en un seul volume, sous la forme 
aphoristique de la première notation. Le titre Humain, trop humain qui, dans le cahier de notes, ne s’appliquait qu’au 
chapitre moral et psychologique, devint le titre général du 
livre. Durant l’été 1877 le travail fut continué à Ragaz et à 
Rosenlaui, et lorsque Nietzsche retourna à Bâle en automne de 
la même année, le manuscrit avait pris sa forme définitive. L’ouvrage, imprimé de janvier à avril, put enfin paraître en 
mai 1878 chez E. Schmeitzner à Dresde, sous le titre de 
Humain, trop humain. Un livre dédié aux esprits libres.
La feuille de titre portait au recto : 
Au verso de la feuille de titre on pouvait lire : « Ce livre monologué qui fut composé à Sorrente pendant un séjour 
d’hiver (1876 à 1877), ne serait pas livré au public maintenant 
déjà si l’approche du 30 mai 1878 n’avait vivement éveillé le 
désir d’apporter, à l’un des plus grands libérateurs de l’esprit, à l’heure convenable, un témoignage personnel. »
Cette dédicace fut supprimée plus tard ainsi qu’un premier feuillet qui portait l’épigraphe suivante : 
« Pendant un certain temps, j’ai examiné les différentes occupations auxquelles les hommes s’adonnent dans ce monde, et j’ai essayé de choisir la meilleure. Mais il est inutile de raconter ici quelles sont les pensées qui me vinrent alors : qu’il me suffise de dire que, pour ma part, rien ne me parut meilleur que l’accomplissement rigoureux de mon dessein, à  savoir : employer tout le temps de ma vie à développer ma raison et à rechercher les traces de la vérité ainsi que je me l’étais proposé. Car les fruits que j’ai déjà goûtés dans cette voie étaient tels qu’à mon jugement, dans cette vie, rien ne peut être trouvé de plus agréable et de plus innocent ; depuis que je me suis aidé de cette sorte de méditation, chaque jour me fit découvrir quelque chose de nouveau qui avait quelque importance et n’était point généralement connu. C’est alors que mon âme devint si pleine de joie que nulle autre chose ne pouvait lui importer. »
Lorsqu’en 1886 les Œuvres de Nietzsche changèrent 
d’éditeur, Humain, trop humain fut muni de la préface actuelle, écrite à Nice en avril 1886. Le volume reçut de plus en épilogue deux pièces de vers, composées en 1882, et rédigées 
dans leur forme définitive en 1884. — La deuxième édition 
parut chez C. G. Naumann, à Leipzig, en août 1898 (avec la date de 1894), la troisième l’année suivante.

### Deuxième partie
Les deux recueils d’aphorismes qui forment la deuxième partie d’Humain, trop humain, ont été composés d’après des 
notes dont quelques-unes remontent à 1876. Après la publication de la première partie, Nietzsche fit un nouveau triage 
dans ses papiers de Sorrente et reprit de nombreuses sentences qu’il n’avait pas encore utilisées.
Les Opinions et Sentences mêlées se cristallisèrent autour de ce noyau primitif. D’après un brouillon écrit de la main du philosophe, dans les derniers mois de l’année 1878, à Bâle, Marie Baumgartner rédigea avec soin un premier manuscrit qui fut ensuite retravaillé par Nietzsche. Imprimé à 
Chemnitz au commencement de l’année 1879, cet opuscule parut chez E. Schmeitzner à la fin du mois de mars sous le 
titre de : « Humain, trop humain. Un livre dédié aux esprits libres. Appendice : Opinions et Sentences mêlées.
La rédaction du deuxième recueil, Le Voyageur et son Ombre, se fit au printemps et en été de 1879, surtout pendant un long séjour à Saint-Moritz, d’où le titre primitif « Suites de Saint-Moritz ». Au commencement de septembre, une 
rédaction plusieurs fois refondue fut envoyée de là à Venise, à Peter Gast, qui rédigea le manuscrit pour l’impression. Après une nouvelle révision de la part de Nietzsche, l’opuscule 
fut imprimé en octobre et en novembre de la même année et parut sous le titre de : « Le Voyageur et son Ombre. Chemnitz, 1880. Ernest Schmeitzner, éditeur. » Au verso de la 
page de titre se trouvait cette phrase : « Deuxième et dernier appendice à un recueil de pensées précédemment publié : Humain, trop humain. Un livre dédié aux esprits libres. »
Les deux opuscules furent réunis sous une forme définitive en 1886 et prirent le titre de « Humain, trop humain. Deuxième partie », lorsque E. W. Fritzsch, à Leipzig, devint l’éditeur des œuvres de Nietzsche. Pour cette nouvelle édition 
Nietzsche écrivit un avant-propos en septembre 1886, à Sils-Maria.
Au moment de la réimpression en 1886 le philosophe avait 
songé à refondre entièrement les deux volumes d’Humain, trop humain, et à leur donner une forme semblable à celle de Par delà le Bien et le Mal. L’idée fut abandonnée provisoirement, mais il rédigea alors un fragment de préface qui peut 
en aider la compréhension.
La disposition selon laquelle Nietzsche a groupé les matières est la même dans la première partie d’Humain, trop humain et dans chacun des deux recueils de la seconde : chacun des deux recueils de la seconde partie devrait se 
diviser en neuf chapitres, mais Nietzsche n’a pas marqué par 
des divisions visibles ce parallélisme intérieur, laissant à chaque lecteur le soin de reconnaître dans cet ouvrage un développement logique et une amplification de l’œuvre principale.
Voici la concordance en question, établie par Peter Gast. Les numéros indiqués sont ceux des aphorismes.
| HUMAIN, TROP HUMAIN                                 | HUMAIN, TROP HUMAIN | HUMAIN, TROP HUMAIN          | HUMAIN, TROP HUMAIN      |
| PREMIÈRE PARTIE                                     | PREMIÈRE PARTIE     | DEUXIÈME PARTIE              | DEUXIÈME PARTIE          |
|                                                     |                     | OPINIONS ET SENTENCES MÊLÉES | LE VOYAGEUR ET SON OMBRE |
| Thèmes                                              | aph.                | aph.                         | aph.                     |
| --------------------------------------------------- | ------------------- | ---------------------------- | ------------------------ |
| I. Des choses premières et dernières.               | 1-34                | 1-32                         | 1-17                     |
| II. Pour servir à l’histoire des sentiments moraux. | 35-107              | 33-91                        | 18-71                    |
| III. La vie religieuse.                             | 108-144             | 92-98                        | 72-86                    |
| IV. De l’âme des artistes et des écrivains.         | 145-223             | 99-178                       | 87-170                   |
| V. Caractères de haute et de basse civilisation.    | 224-292             | 179-230                      | 171-233                  |
| VI. L’homme dans la société.                        | 293-376             | 231-269                      | 234-264                  |
| VII. La femme et l’enfant.                          | 377-437             | 270-293                      | 265-274                  |
| VIII. Coup d’œil sur l’État.                        | 438-482             | 294-324                      | 275-294                  |
| IX. L’homme avec lui-même.                          | 483-638             | 325-408                      | 295-350                  |